# Подземные предприятия нацистской Германии

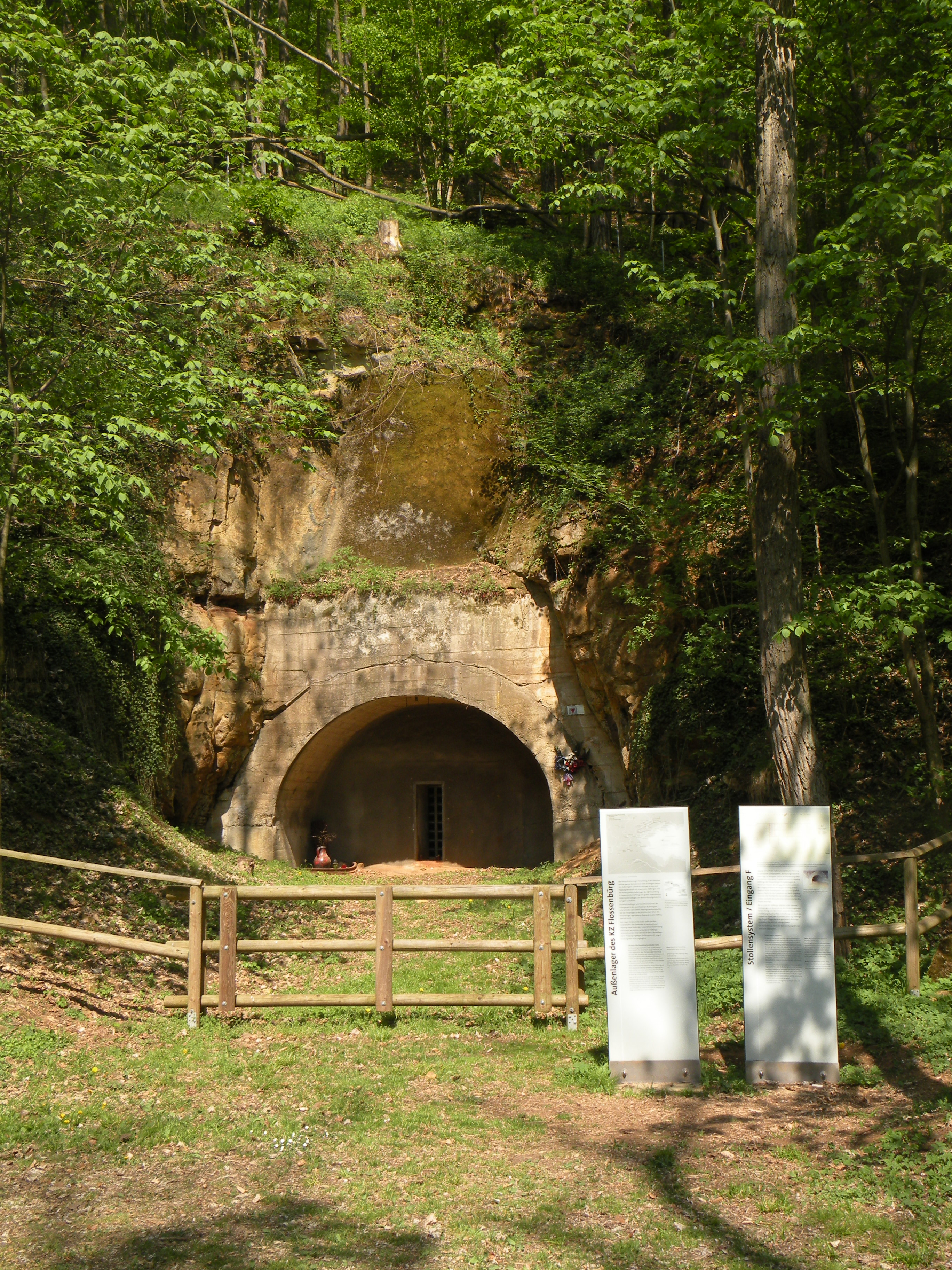
Гора Хоубирг. Стационарные информационные стенды у входа в штольню "F"

Подземные предприятия рассматривались в нацистской Германии как способ защиты важнейших для ведения войны предприятий от уничтожения при массированных налётах бомбардировочной авиации союзников. Принятые меры по  территориальному рассосредоточению  производства не могли стать полным решением вопроса, поскольку с началом использования союзниками стратегической бомбардировочной авиации вся территория Германии оказалась доступной для атаки с воздуха. Это заставило искать возможности в переводе производства под землю, а для решения проблемы рабочей силы использовать труд заключённых из концлагерей.

## Причины строительства
Массированные бомбардировки авиацией союзников немецких промышленных объектов и населённых пунктов (так называемые «ковровые бомбардировки») наносили значительный материальный ущерб. Так, за время войны только домов в Германии было уничтожено 2,25 миллиона. Совокупный объём обломочного материала составил 400 миллионов кубических метров. Во время бомбардировок погибло около 540 000 гражданских лиц..
Однако до осени 1944 года военная промышленность Германии продолжала наращивать выпуск военной продукции (хотя, по мнению Шпеера Рейх окончательно проиграл войну по части материального обеспечения 12 мая 1944 года, когда объектами массированных ударов с воздуха стали предприятия по производству синтетического горючего и его поставки сократились на 90 %). В значительной степени это было достигнуто переводом производства под землю. Этому значительно способствовали свойства горных пород (гипсовые), позволявших без особого труда производить горные работы.
Острая нехватка рабочей силы, усугублённая принципиальной установкой нацизма на роль женщины как домохозяйки и посильное отстранение её от производства , принудили администрацию нацистской Германии использовать на производстве труд заключённых и военнопленных, а также ввозить рабочую силу из оккупированных стран.
К осени 1944 года 1/4 работников в немецкой промышленности была представлена иностранцами (8 миллионов). Из них 2,5 миллиона были гражданами СССР, 1,7 миллиона — поляки, 1,3 миллиона — французы и 650 тысяч — итальянцы. Кроме того, 650 000 заключённых концлагерей — главным образом евреи, работали на производстве. 2 миллиона подвергавшихся принудительному труду составляли военнопленные. Половина рабочих из СССР и Польши были женщинами со средним возрастом 20 лет.

## Силезия
Проект «Великан», осуществлявшийся с 1943 года, предусматривал строительство семи подземных сооружений в Совьих горах и под замком Ксёнж в Нижней Силезии. Ни один из подземных комплексов не был завершён. Назначение сооружений остается предметом споров из-за отсутствия документации. Строительные работы проводились силами военнопленных и узников концлагерей, многие из них погибли, в основном от болезней и недоедания.

## Хаппург

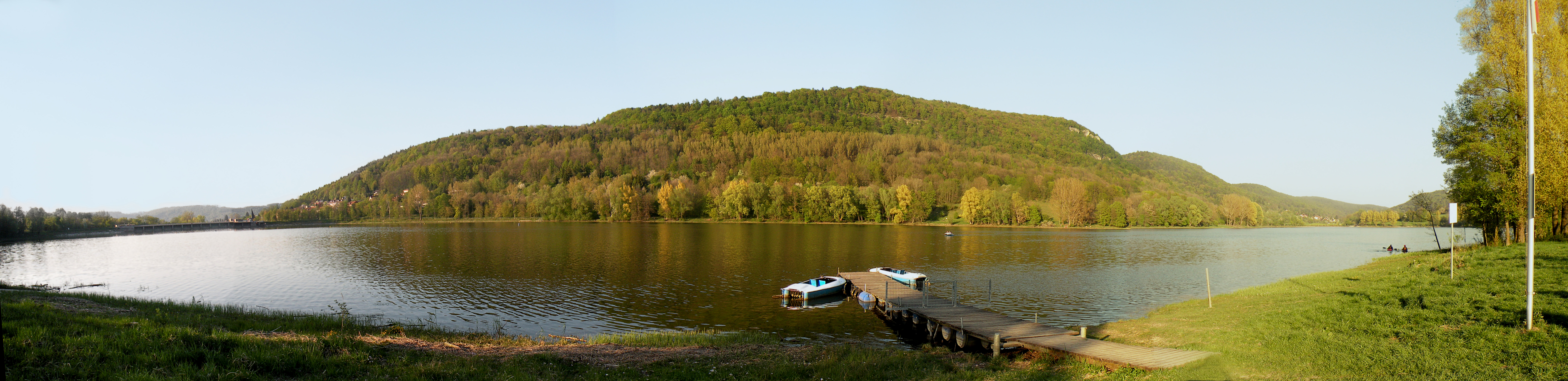
Гора Хоубирг над городом Хаппургом и его водохранилищем

Концентрационный лагерь Флоссенбюрг в Верхнем Пфальце стал центром разветвлённой системы лагерей. В концлагере Ляйтмериц содержалось 16 тыс. заключённых, а в лагере Херсбрук-Хаппург около 9 тысяч — это были самые крупные лагери системы. Условия жизни в лагерях системы существенно различались, но лагерь в Хаппурге-Херсбруке отличался высокой смертностью — здесь выжило не больше половины заключённых.
В горе Хоубирг, возвышающейся над городом Хаппург, было начато строительство подземного завода по изготовлению авиационных двигателей. К работе были привлечены заключённые из находящегося близ города Херсбрук филиала  концентрационного лагеря Фленсбург (KZ-Außenlager Hersbruck (нем.),  труд которых использовался и при строительстве сооружений в Нюрнберге.
Строительство подземного завода было начато в мае 1944 г. под кодовым названием Dogger. Предполагалось создать помещения общей площадью 120 000 м², и установить в них оборудование по изготовлению авиационных моторов фирмой BMW. В проекте участвовали крупные предприятия Германии, в том числе Hoch-Tief AG, Thosti AG, Siemens Bau-Union, AEG и др. 

После проведения взрывных работ было сформировано 8  взаимосоединяющихся штолен, ведущих в залы высотой  пяти метров и шириной до семи метров. До конца войны было создано около 14 000 кв.м.площади и построено в общей сложности около 4 км тоннелей.
После войны вход в тоннели был закрыт в связи с высокой опасностью обрушения кровли.

## Хайгерлох
В патриахальном Хайгерлохе, в отвесной стене скалы, на которой находится церковь, в бывшем погребе для хранения вина, располагалась переведённая сюда из Берлина лаборатория по практическому использованию ядерной энергии, выделяющейся при управляемой ядерной реакции. Вход в помещение находился в отвесной стене ущелья непосредственно под стоявшей наверху церковью (1580—1585). В этом погребе профессора Боте, Гейзенберг, Вайцзекер и Вирц в последние месяцы Второй мировой войны вели работы, целью которых было создание ядерной энергетической установки — «Ядерного котла» (нем. Uran-Kraftmaschine). Создание атомной бомбы казалось им настолько невозможным с точки зрения материальных затрат, что, оказавшись в плену и узнав об успехах Америки, они посчитали это газетной уткой.